# Hans Christoph von Königsmarck
Hans Christoph(er) von Königsmarck, född 12 december 1605 i Kötzlin i Prignitz, död 20 februari 1663 i Stockholm, var greve av Tjust och tysk-svensk militär samt generalmajor 1640, guvernör över Bremen-Verden 1645, fältmarskalklöjtnant 1648, riksråd 1651 och fältmarskalk 1655. Han blev svensk greve 1651 varefter släkten von Königsmarck introducerades på Riddarhuset 1652.
Han var gift med hertiginnan av Wolffenbuttels hovdam Barbara Maria Agata von Leesten (1608–1671) och far till Conrad Christoph von Königsmarck, Beata Elisabet von Königsmarck och Otto Wilhelm von Königsmarck.

## Biografi
Königsmarck föddes på fädernegodset Kötzlin i Mark Brandenburg som son till ryttmästaren Conrad Königsmarck och hans hustru Beatrix Elisabeth von Blumenthal. Redan som barn tjänade han som småsven hos hertig Fredrik Ulrik av Braunschwig-Lüneburg. Han tog därefter tjänst i kejserliga österrikiska armén i Italien som ryttmästare, men lämnade sin tjänst 1629. När Gustav II Adolf landsteg i Tyskland 1630 ställde han sig på svensk sida. Under Lennart Torstenson och Carl Gustaf Wrangel förde Königsmarck ofta befälet över en självständigt opererande flygande kår. Königsmarck hade också en utomordentlig förmåga att med plundrade resurser värva nya regementen på tysk mark, och många av hans strövtåg hade just uppgiften att på det sättet skaffa huvudarmén förstärkningar. Bland befolkningen i områdena som plundrades blev dock Königsmarck illa beryktad, särskilt som han ofta passade på att plundra ett och annat även för egen räkning. Han förde 1639 befäl över den västra svenska sidohären med Westfalen som huvudsakligt operationsområde.
För Lennart Torstenson var han en ovärderlig medhjälpare, som bland annat spelade en viktig roll i segern i Slaget vid Jüterbog och erövrandet av ärkebiskopsdömet Bremen. Han kom att utses till Bremens guvernör, en post han sedan innehade fram till sin död. Königsmarck bidrog även till att tvinga Johan Georg I av Sachsen att sluta vapenstillestånd.
Samarbetet mellan Königsmarck och Carl Gustaf Wrangel var däremot betydligt sämre. Königsmarck underordnade sig ogärna den betydligt yngre Wrangel, och efter dennes övertagande av befälet opererade Königsmarck nästan hela tiden självständigt. Hans kanske mest berömda bragd är stormningen av Lilla sidan i Prag 1648, där han även förvärvade ett ofantligt byte. I Karl X Gustavs polska krig kom Königsmarck aldrig att delta. Han led skeppsbrott på vägen dit utanför Danzig. De rika byten han samlat på sig från trettioåriga kriget och drottning Kristinas frikostighet gjorde Königsmarck till en av Sveriges rikaste män, med furstliga gods både i Sverige och sitt guvernement Bremen.
Han avled 1663 i blodförgiftning efter en liktornsoperation.